# Gisis
Gisis – dźwięk, którego częstotliwość dla gisis¹ wynosi 440 Hz. Jest to podwyższony za pomocą podwójnego krzyżyka dźwięk g. Dźwięki enharmonicznie równoważne to: a i heses.